# Nekrolog 1883
Nekrolog
◄◄
| ◄
| 1879
| 1880
| 1881
| 1882
| 1883 | 1884 | 1885 | 1886 | 1887 | ► | ►►
Weitere Ereignisse | Allgemeiner Nekrolog 1883
Die Beschreibung der verstorbenen Person sollte so kurz wie möglich gehalten sein und nur deren signifikante Tätigkeit(en) enthalten.
Neue Namen ggf. auch unter dem Geburts- und Sterbedatum, also etwa unter 1. Januar und im Geburts- und Sterbejahr (2024) eintragen (nur bei entsprechender großer Wichtigkeit). Für Beispiele siehe die schon vorhandenen Artikel.
Außerdem über die fünf zuletzt Verstorbenen, zu denen es einen ausreichend guten Artikel für eine Präsentation auf der Hauptseite gibt, nach der todesbedingten Überarbeitung der Artikel ggf. auch unter Wikipedia Diskussion:Hauptseite informieren und sie am besten auch in den anderen Wikipedia-Sprachversionen eintragen. Tipp: Regelmäßig bei news.google.de nach „ist tot“, „gestorben“ oder „verstorben“ suchen.
Wenn eine Person gestorben ist, gibt es viele Seiten zu dieser Person in der Wikipedia, die davon auch betroffen sind und entsprechend aktualisiert werden müssen. Beispiele: Namenübersichtsseite, Geburtsjahr, Geburtsort-Seiten und viele mehr.
Wie finde ich die betroffenen Seiten?
Im Suchfeld auf der linken Seite gibt man den Suchbegriff so ein: „Vorname Nachname“. Dann klickt man auf Volltext und alle Seiten mit entsprechendem Suchtext werden aufgerufen. Hier sieht man dann schnell, wo auch das Todesjahr Sinn macht oder sogar ein Teil des Artikels angepasst werden muss. Auch hilft das „Werkzeug“ auf der linken Seite sehr gut, um solche Seiten aufzufinden: „Links auf diese Seite“. Somit ist die Wikipedia wieder aktuell in allen Bereichen! Hinweis: bei Eintragung der Kategorie „Gestorben JAHR“ wird der Missbrauchsfilter 49 ausgelöst, was jedoch nicht schlimm ist. Siehe: Spezial:Missbrauchsfilter/49
Dies ist eine Liste von im Jahr 1883 verstorbenen bekannten Persönlichkeiten. Die Einträge erfolgen innerhalb der einzelnen Daten alphabetisch sortiert. Tiere sind im Nekrolog für Tiere zu finden.

## Januar
| Tag        | Name                                        | Beruf, bekannt als                                                                     | Alter | Beleg |
| ---------- | ------------------------------------------- | -------------------------------------------------------------------------------------- | ----- | ----- |
| 1. Januar  | Elisha Hunt Allen                           | US-amerikanischer Politiker                                                            | 78    |       |
| 1. Januar  | Francis Wemyss-Charteris, 9. Earl of Wemyss | schottischer Peer                                                                      | 86    |       |
| 2. Januar  | Samuel Read Anderson                        | General der Konföderierten Staaten im Amerikanischen Bürgerkrieg                       | 78    |       |
| 4. Januar  | Heinrich Amsinck                            | Hamburger Kaufmann und Reeder, Handelskammerpräsident und Mitglied der Bürgerschaft    | 58    |       |
| 4. Januar  | William Dennison Porter                     | US-amerikanischer Politiker                                                            | 72    |       |
| 5. Januar  | Alfred Chanzy                               | französischer General und Diplomat                                                     | 59    |       |
| 5. Januar  | Auguste Clésinger                           | französischer Bildhauer                                                                | 68    |       |
| 7. Januar  | Friedrich Brückner                          | deutscher Jurist, Bürgermeister von Neubrandenburg und Parlamentarier                  | 81    |       |
| 7. Januar  | Caspar Honegger                             | Schweizer Unternehmer                                                                  | 78    |       |
| 7. Januar  | Balthasar Matty                             | deutscher Landtagsabgeordneter und erster Pfarrer der Freiprotestanten                 | 78    |       |
| 8. Januar  | Augustin Keller                             | Schweizer Politiker                                                                    | 77    |       |
| 8. Januar  | Georg Michael Kurz                          | deutscher Kupfer- und Stahlstecher, Architekturzeichner, Landschaftsmaler und Verleger | 67    |       |
| 8. Januar  | Gustav Adolf Riecke                         | württembergischer Geistlicher und Pädagoge                                             | 84    |       |
| 9. Januar  | Albert Höfer                                | deutscher Sprachforscher                                                               | 70    |       |
| 9. Januar  | Karl von Houwald                            | deutscher Verwaltungsbeamter                                                           | 66    |       |
| 9. Januar  | Johannes Andreas Rehhoff                    | Senior des geistlichen Ministeriums, Hauptpastor im Michel (1851–1879)                 | 82    |       |
| 10. Januar | August Grumbrecht                           | deutscher Politiker (NLP), MdR                                                         | 71    |       |
| 10. Januar | Lot M. Morrill                              | US-amerikanischer Politiker, Gouverneur von Maine und Finanzminister                   | 69    |       |
| 10. Januar | Samuel Mudd                                 | US-amerikanischer Arzt                                                                 | 49    |       |
| 11. Januar | Jenny Longuet                               | Tochter von Jenny und Karl Marx                                                        | 38    |       |
| 11. Januar | Karl Gustav von Rehekampff                  | deutsch-baltischer Adliger                                                             | 79    |       |
| 12. Januar | Anton Fahne                                 | deutscher Jurist, der sich auch als Historiker, Genealoge und Schriftsteller betätigte | 77    |       |
| 13. Januar | Robert Calinich                             | deutscher evangelisch-lutherischer Geistlicher, Autor und Hamburger Hauptpastor        | 48    |       |
| 13. Januar | Greenbury L. Fort                           | US-amerikanischer Politiker                                                            | 57    |       |
| 13. Januar | Josef Kleutgen                              | deutscher Theologe und Jesuit                                                          | 71    |       |
| 13. Januar | Alfred von Wolzogen                         | deutscher Theaterintendant und Schriftsteller                                          | 59    |       |
| 14. Januar | William Alexander Forbes                    | englischer Zoologe                                                                     | 27    |       |
| 15. Januar | Ernst Bratuscheck                           | deutscher Klassischer Philologe und Philosoph                                          | 45    |       |
| 15. Januar | Karl Reimer                                 | deutscher Chemiker und Industrieller                                                   | 37    |       |
| 15. Januar | Hermann Stannius                            | deutscher Mediziner, Zoologe, Anatom und Physiologe                                    | 74    |       |
| 16. Januar | Georg Friedrich Anderegg                    | Schweizer Industrieller und Politiker                                                  | 59    |       |
| 17. Januar | Friedrich Seiler                            | Schweizer Politiker, Hotelier und Industrieller                                        | 74    |       |
| 17. Januar | Friedrich Julius Tittmann                   | deutscher Literaturwissenschaftler                                                     | 68    |       |
| 18. Januar | John Williams Shackelford                   | US-amerikanischer Politiker                                                            | 38    |       |
| 19. Januar | Chaophraya Si Suriyawong                    | siamesischer Aristokrat und Minister                                                   | 74    |       |
| 19. Januar | Georg Ferdinand Howaldt                     | deutscher Goldschmied, Bildhauer und Erzgießer                                         | 80    |       |
| 20. Januar | Wolfgang Maximilian von Goethe              | deutscher Jurist und preußischer Legationsrat                                          | 62    |       |
| 20. Januar | Charles H. Larrabee                         | US-amerikanischer Offizier und Politiker                                               | 62    |       |
| 21. Januar | Carl von Preußen                            | deutscher Prinz, Sohn Friedrich Wilhelms III. und Königin Luise                        | 81    |       |
| 21. Januar | Edmond Tiersot                              | französischer Arzt, Politiker und Freizeitmusiker                                      | 60    |       |
| 22. Januar | August Erdmann                              | deutscher lutherischer Pastor und Parlamentarier                                       | 82    |       |
| 22. Januar | Alexander von Sengbusch                     | deutsch-baltischer evangelischer Geistlicher                                           | 86    |       |
| 22. Januar | Ernst von Waldthausen                       | deutscher Kaufmann                                                                     | 71    |       |
| 23. Januar | Peter Ballantine                            | Gründer von P. Ballantine & Sons                                                       | 91    |       |
| 23. Januar | George Miller Beard                         | französischer Neurologe                                                                | 43    |       |
| 23. Januar | Charles Delano                              | US-amerikanischer Politiker                                                            | 62    |       |
| 23. Januar | Gustave Doré                                | französischer Maler und Grafiker                                                       | 51    |       |
| 23. Januar | Karl von und zu Gilsa                       | preußischer Generalleutnant                                                            | 62    |       |
| 24. Januar | Heinrich Buck                               | deutscher Orgelbauer                                                                   | 49    |       |
| 24. Januar | Friedrich von Flotow                        | deutscher Opernkomponist                                                               | 70    |       |
| 24. Januar | Clara Kopp                                  | deutsche Ordensgründerin                                                               | 77    |       |
| 25. Januar | Ludwig Heinrich Jeitteles                   | österreichischer Pädagoge, Zoologe, Prähistoriker und Seismologe                       | 53    |       |
| 26. Januar | Ludwig von Baumbach zu Kirchheim            | kurhessischer Offizier und Politiker                                                   | 83    |       |
| 26. Januar | Nicolaus Nielsen                            | deutscher evangelischer Theologe                                                       | 76    |       |
| 27. Januar | Franz Dietrich                              | deutscher Orientalist und protestantischer Theologe                                    | 72    |       |
| 27. Januar | Gustav Schmidt                              | österreichisch-ungarischer Techniker und Hochschullehrer                               | 56    |       |
| 27. Januar | Lewis Selye                                 | US-amerikanischer Politiker                                                            | 79    |       |
| 28. Januar | Carl Adolf Riebeck                          | Industrieller und Bergwerksunternehmer                                                 | 61    |       |
| 29. Januar | Amalie Marschner                            | deutsche Frauenrechtlerin                                                              | 88    |       |
| 30. Januar | Alexander von Graeve                        | Landwirt, Reichstagsabgeordneter                                                       | 64    |       |
| 30. Januar | Pierre Adolphe Pinsoneault                  | kanadischer römisch-katholischer Geistlicher und Bischof von London in Ontario         | 67    |       |
| 31. Januar | Franz Brandstäter                           | deutscher Philologe                                                                    | 67    |       |
| 31. Januar | Wilhelm von Lenz                            | Musikschriftsteller                                                                    | 74    |       |

## Februar
| Tag         | Name                                   | Beruf, bekannt als                                                                                       | Alter | Beleg |
| ----------- | -------------------------------------- | --- | ----- | ----- |
| 1. Februar  | Maria Belli-Gontard                    | deutsche Schriftstellerin, Übersetzerin, Historiographin                                                 | 94    |       |
| 1. Februar  | Seru Epenisa Cakobau                   | erster und letzter König Fidschis (Tui Viti) und Vunivalu von Bau                                        |       |       |
| 1. Februar  | Carl Ludwig Sigmund von Ilanor         | Siebenbürger Mediziner                                                                                   | 72    |       |
| 2. Februar  | Israel Salanter                        | jüdischer Gelehrter und Gründer de Mussar-Bewegung                                                       | 72    |       |
| 3. Februar  | Vincent Alexander Bochdalek            | tschechischer Anatom                                                                                     | 81    |       |
| 3. Februar  | John S. Horner                         | US-amerikanischer Politiker                                                                              | 80    |       |
| 3. Februar  | Charles B. Sedgwick                    | US-amerikanischer Jurist und Politiker                                                                   | 67    |       |
| 4. Februar  | Louis-Nicolas Bescherelle              | französischer Romanist, Grammatiker und Lexikograf                                                       | 80    |       |
| 4. Februar  | Antonio Torner Carbó                   | spanischer Mathematiker                                                                                  | 57    |       |
| 4. Februar  | Karl Friedrich Eduard Eichstaedt       | preußischer Generalmajor                                                                                 | 81    |       |
| 4. Februar  | Julius Reuß                            | evangelischer Pfarrer und Begründer der Schmiedelanstalten                                               | 68    |       |
| 4. Februar  | Johann Nepomuk Schloissnigg            | österreichischer Beamter, Statthalter, Landespräsident und Abgeordneter                                  | 73    |       |
| 5. Februar  | Ernst Dohm                             | deutscher Redakteur, Schriftsteller und Übersetzer                                                       | 63    |       |
| 5. Februar  | Pertevniyal Sultan                     | zweite Ehefrau von Sultan Mahmud II.                                                                     | ~70   |       |
| 7. Februar  | Joseph Bader                           | deutscher Archivrat im Großherzoglich Badischen Landesarchiv (heute: Generallandesarchiv) und Historiker | 77    |       |
| 7. Februar  | Edmund J. Davis                        | US-amerikanischer Offizier der amerikanischen Unionsarmee und 15. Gouverneur von Texas                   | 55    |       |
| 7. Februar  | Tassilo Festetics                      | österreichischer Offizier, zuletzt General der Kavallerie                                                | 69    |       |
| 7. Februar  | Richard Keese                          | US-amerikanischer Politiker                                                                              | 88    |       |
| 8. Februar  | Wilhelm Bauberger                      | deutscher Arzt und Schriftsteller für katholische Jugendliteratur in den 1830er und 1840er Jahren        | 73    |       |
| 8. Februar  | Mary S. B. Dana                        | US-amerikanische Schriftstellerin                                                                        | 72    |       |
| 8. Februar  | George Washington Greene               | US-amerikanischer Historiker                                                                             | 71    |       |
| 8. Februar  | Carl Mayer von Mayerfels               | deutscher Heraldiker, Altertumsforscher und Kunsthistoriker                                              | 57    |       |
| 8. Februar  | Peter Merian                           | Schweizer Naturforscher, Geologe und Politiker                                                           | 87    |       |
| 8. Februar  | Salar Jung I.                          | Diwan des indischen Fürstenstaates Hyderabad                                                             | 54    |       |
| 9. Februar  | William E. Dodge                       | US-amerikanischer Geschäftsmann und Politiker                                                            | 77    |       |
| 9. Februar  | Joachim Leopold Haupt                  | deutscher evangelischer Pfarrer und Heimatforscher                                                       | 85    |       |
| 9. Februar  | Franz Werner von Leykam                | deutscher Politiker (Zentrum), MdR, Rittergutsbesitzer                                                   | 68    |       |
| 9. Februar  | Henry John Stephen Smith               | englischer Mathematiker                                                                                  | 56    |       |
| 10. Februar | Samuel L. Crocker                      | US-amerikanischer Politiker                                                                              | 78    |       |
| 10. Februar | Marshall Jewell                        | US-amerikanischer Politiker                                                                              | 57    |       |
| 11. Februar | Antoni Fijałkowski                     | Erzbischof von Minsk-Mahiljou                                                                            | 85    |       |
| 11. Februar | Franz von Hauslab                      | österreichischer General und Kartograph                                                                  | 85    |       |
| 11. Februar | Wolfgang Mack                          | deutscher Chirurg, Geburtshelfer und Stifter                                                             | 74    |       |
| 12. Februar | James Baird Dawkins                    | US-amerikanischer Jurist und konföderierter Politiker                                                    | 62    |       |
| 12. Februar | György Festetics                       | ungarischer Politiker, Minister und Hofbeamter                                                           | 67    |       |
| 12. Februar | Tommaso Pendola                        | italienischer Priester und Pädagoge                                                                      | 82    |       |
| 13. Februar | Pawel Iwanowitsch Melnikow             | russischer Schriftsteller                                                                                | 64    |       |
| 13. Februar | Silas L. Niblack                       | US-amerikanischer Politiker                                                                              | 57    |       |
| 13. Februar | William E. Smith                       | US-amerikanischer Politiker                                                                              | 58    |       |
| 13. Februar | Richard Wagner                         | deutscher Komponist, Dramatiker, Schriftsteller, Theaterregisseur und Dirigent                           | 69    |       |
| 14. Februar | Edwin D. Morgan                        | US-amerikanischer Politiker und Gouverneur des Bundesstaates New York (1859–1863)                        | 72    |       |
| 15. Februar | Ludwig Flügge                          | deutscher lutherischer Theologe                                                                          | 74    |       |
| 15. Februar | Heinrich Friedrich von Itzenplitz      | preußischer Staatsmann, Naturwissenschaftler und Jurist                                                  | 83    |       |
| 16. Februar | Eduard Beurmann                        | Schriftsteller                                                                                           | 78    |       |
| 16. Februar | Stephen P. Hempstead                   | Gouverneur von Iowa                                                                                      | 70    |       |
| 17. Februar | Napoléon Coste                         | französischer Gitarrist und Komponist                                                                    | 77    |       |
| 17. Februar | Karl Friedrich Wilhelm Rußwurm         | deutsch-baltischer Pädagoge und Historiker                                                               | 70    |       |
| 18. Februar | Conrad Hoff                            | deutscher Maler                                                                                          | 66    |       |
| 20. Februar | William Swan Garvin                    | US-amerikanischer Politiker                                                                              | 76    |       |
| 20. Februar | Eduard von Sacken                      | österreichischer Altertumsforscher und Kunsthistoriker                                                   | 57    |       |
| 20. Februar | Bertrando Spaventa                     | italienischer Philosoph                                                                                  | 65    |       |
| 21. Februar | Charles Baudry                         | deutscher Industrieller und Politiker                                                                    | 53    |       |
| 21. Februar | Franz von Rinecker                     | deutscher Mediziner                                                                                      | 72    |       |
| 22. Februar | James Gamble                           | US-amerikanischer Politiker                                                                              | 74    |       |
| 22. Februar | Štefan Kočevar                         | slowenischer Publizist und Politiker                                                                     | 74    |       |
| 23. Februar | Jules Germain Cloquet                  | französischer Chirurg und Anatom                                                                         | 92    |       |
| 23. Februar | Jan Valerián Jirsík                    | Bischof von Budweis                                                                                      | 84    |       |
| 23. Februar | Inácio do Nascimento de Morais Cardoso | portugiesischer Geistlicher, Patriarch von Lissabon                                                      | 71    |       |
| 24. Februar | Gustav Rösler                          | deutscher Komponist und Musiklehrer                                                                      | 63    |       |
| 25. Februar | William Armson                         | neuseeländischer Architekt                                                                               |       |       |
| 25. Februar | Franz Hengsbach                        | deutscher Landschaftsmaler der Düsseldorfer Schule                                                       | 70    |       |
| 26. Februar | Alexandros Koumoundouros               | griechischer Politiker und Ministerpräsident                                                             |       |       |
| 26. Februar | Hugo Aurelius von Wangelin             | US-amerikanischer Beamter und Soldat im Bürgerkrieg                                                      | 64    |       |
| 26. Februar | Joseph Weber                           | deutscher Maler                                                                                          | 85    |       |
| 27. Februar | Werner Hausmann                        | deutscher Arzt und Politiker                                                                             | 66    |       |
| 27. Februar | Rudolf Kowalski                        | deutscher Militärjurist                                                                                  | 67    |       |
| 27. Februar | Julius Stern                           | deutscher Musikpädagoge und Komponist                                                                    | 62    |       |
| 28. Februar | Louis-Adolphe Bertillon                | französischer Mediziner, Anthropologe, Statistiker und Demograph                                         | 61    |       |
| 28. Februar | Carl Heusner                           | deutscher Arzt, Pionier der Pockenschutzimpfung und der Kaltwasserheilkunde                              | 80    |       |
| 28. Februar | Heinrich von Lyncker                   | preußischer Generalmajor                                                                                 | 72    |       |
| Februar     | Abdülkerim Nadir Pascha                | türkischer General                                                                                       |       |       |

## März
| Tag      | Name                                 | Beruf, bekannt als                                                                                            | Alter | Beleg |
| -------- | ------------------------------------ | --- | ----- | ----- |
| 1. März  | Frank Hatton                         | britischer Mineraloge und Forschungsreisender                                                                 | 21    |       |
| 1. März  | Friedrich August Reißiger            | Komponist, Organist, Kapellmeister, Gesangspädagoge und Dirigent in Norwegen                                  | 73    |       |
| 1. März  | Johann Georg Rupp                    | deutscher Architekt, kommunaler Baubeamter und Denkmalschützer                                                | 86    |       |
| 1. März  | Christian Schlichter                 | Erster Bürgermeister von Wiesbaden                                                                            | 54    |       |
| 2. März  | Dudley McIver DuBose                 | US-amerikanischer Politiker und General der Konföderierten im Bürgerkrieg                                     | 48    |       |
| 3. März  | Theodor von Becherer                 | deutscher Verwaltungsbeamter                                                                                  | 59    |       |
| 3. März  | Joseph Dixon                         | US-amerikanischer Politiker                                                                                   | 54    |       |
| 3. März  | Theodor Hahn                         | deutscher Apotheker, Heilpraktiker und Veganer                                                                | 58    |       |
| 3. März  | Prosper Lafaye                       | französischer Maler und Glasmaler                                                                             | 76    |       |
| 3. März  | Elisabeth Röckel                     | deutsche Opernsängerin (Sopran)                                                                               | 89    |       |
| 3. März  | Moritz Ossipowitsch Wolff            | polnisch-russischer Buchhändler und Verleger                                                                  | 57    |       |
| 4. März  | John Graham Chambers                 | britischer Sportfunktionär                                                                                    | 40    |       |
| 4. März  | Clemens von Loë                      | Rittergutsbesitzer, Landrat                                                                                   | 73    |       |
| 4. März  | Alexander Hamilton Stephens          | US-amerikanischer Politiker                                                                                   | 71    |       |
| 5. März  | Claude Jules Grenier                 | französischer Maler                                                                                           | 65    |       |
| 5. März  | Otto Knigge                          | deutscher Maler und Zeichenlehrer                                                                             | 47    |       |
| 6. März  | Wilhelm Ahrbeck                      | Königlich Hannoverscher Beamter, Pädagoge und Kalligraph, Käfer-Sammler sowie Privatlehrer im Haus der Welfen | 80    |       |
| 6. März  | Leopold von Meyer                    | österreichischer Pianist und Komponist                                                                        | 66    |       |
| 6. März  | Christoph Reichert                   | Landtagsabgeordneter Großherzogtum Hessen                                                                     | 75    |       |
| 6. März  | Johann Heinrich Friedrich Karl Witte | deutscher Jurist, Dante-Forscher und Schriftsteller                                                           | 82    |       |
| 7. März  | John Richard Green                   | englischer Priester, Historiker und Geograph                                                                  | 45    |       |
| 7. März  | Carl Krüger                          | deutscher Jurist, Advokat und Abgeordneter                                                                    | 67    |       |
| 8. März  | John Crowell                         | US-amerikanischer Rechtsanwalt und Politiker                                                                  | 81    |       |
| 8. März  | Paolo Micallef                       | Erzbischof von Pisa                                                                                           | 64    |       |
| 9. März  | Werner von Blumenthal-Suckow         | Rittergutsbesitzer, Reichstagsabgeordneter                                                                    | 68    |       |
| 9. März  | Francisco de Ceballos y Vargas       | spanischer Generalleutnant und Politiker                                                                      | 68    |       |
| 9. März  | Arnold Toynbee                       | britischer Sozialökonom                                                                                       | 30    |       |
| 10. März | Anton Di Pauli                       | österreichischer Politiker                                                                                    | 54    |       |
| 10. März | Oskar Falke                          | österreichischer Politiker                                                                                    | 55    |       |
| 10. März | Doroteo Vasconcelos Vides            | Supremo Director von El Salvador                                                                              | 80    |       |
| 11. März | Lucius Elmer                         | US-amerikanischer Jurist und Politiker                                                                        | 90    |       |
| 11. März | Alexander Fach                       | deutscher Bauingenieur und Architekt                                                                          | 67    |       |
| 11. März | Alexander Michailowitsch Gortschakow | russischer Staatsmann                                                                                         | 84    |       |
| 11. März | Eduard Handwerck                     | deutscher Maler                                                                                               | 58    |       |
| 11. März | Amalie Rehm                          | erste Oberin der Diakonissenanstalt Neuendettelsau                                                            | 68    |       |
| 11. März | Gustav Ferdinand Thaulow             | deutscher Hochschullehrer                                                                                     | 65    |       |
| 11. März | Karl Georg Wieseler                  | deutscher Theologe                                                                                            | 70    |       |
| 12. März | Thomas Flournoy                      | US-amerikanischer Politiker                                                                                   | 71    |       |
| 12. März | David Rumsey                         | US-amerikanischer Rechtsanwalt, Richter und Politiker                                                         | 72    |       |
| 13. März | Adelbert von Keller                  | deutscher Romanist, Germanist, Übersetzer und Herausgeber                                                     | 70    |       |
| 13. März | Niko Pucić                           | kroatischer Politiker                                                                                         | 63    |       |
| 14. März | Karl Marx                            | deutscher Philosoph, Ökonom und Journalist                                                                    | 64    |       |
| 14. März | Oswald Ufer                          | deutscher Maler, Kupferstecher und Fotograf                                                                   | 54    |       |
| 15. März | Maurice Claivaz                      | Schweizer Politiker und Arzt                                                                                  | 84    |       |
| 15. März | Clara von Wille                      | deutsche Tiermalerin                                                                                          | ≈45   |       |
| 16. März | Carl Wurzinger                       | österreichischer Maler; Hochschullehrer an der Akademie der bildenden Künste in Wien                          | 65    |       |
| 17. März | Carlton Brandaga Curtis              | US-amerikanischer Politiker                                                                                   | 71    |       |
| 17. März | Hermann Mock                         | hohenzollerischer Oberamtmann                                                                                 | 58    |       |
| 19. März | Victor von Bruns                     | deutscher Chirurg und Hochschullehrer                                                                         | 70    |       |
| 19. März | Ernst Siegfried Köpke                | deutscher Pädagoge und Philologe                                                                              | 69    |       |
| 20. März | Ludwig Joseph Gerstner               | deutscher Politiker, Professor für Staatswirtschaft und Politiker (DFP), MdR                                  | 52    |       |
| 20. März | Ernest-Charles Lasègue               | französischer Internist                                                                                       | 66    |       |
| 21. März | George Jessel                        | britischer Jurist                                                                                             | 59    |       |
| 21. März | Joseph Tüshaus                       | deutscher Jurist und Politiker                                                                                | 84    |       |
| 22. März | Hartwig Cleve                        | deutscher Verwaltungsjurist                                                                                   | 71    |       |
| 22. März | Franz Schams                         | österreichischer Historien- und Genremaler sowie Lithograf                                                    | 59    |       |
| 22. März | Georg Thomas                         | deutscher Ingenieur                                                                                           |       |       |
| 23. März | Charlotta Louisa Henriëtta Neyts     | niederländische Schauspielerin und Sängerin                                                                   | 76    |       |
| 24. März | Viriato Figueira                     | Komponist, Flötist und Saxophonist                                                                            |       |       |
| 24. März | William Greene                       | US-amerikanischer Politiker                                                                                   | 86    |       |
| 24. März | Adolf Itzenplitz                     | deutscher Bildhauer                                                                                           |       |       |
| 24. März | Julius Lott                          | österreichischer Eisenbahnpionier, Erbauer der Arlbergbahn von Landeck bis Bludenz                            | 46    |       |
| 25. März | Timothy Otis Howe                    | US-amerikanischer Politiker                                                                                   | 67    |       |
| 25. März | Peder Kragh                          | dänischer Missionar in Grönland und Pastor                                                                    | 88    |       |
| 25. März | Georg Ludwig Ulex                    | deutscher Chemiker und Politiker, MdHB                                                                        | 71    |       |
| 26. März | Anselm Barba i Balansó               | katalanischer Komponist der Romantik, Organist und Musikpädagoge                                              | 34    |       |
| 27. März | John Brown                           | schottischer Diener der britischen Königin Victoria                                                           | 56    |       |
| 27. März | Julius Pilaski                       | Rittergutsbesitzer, Reichstagsabgeordneter                                                                    | 80    |       |
| 27. März | Ernst Rudolf Redepenning             | evangelisch-lutherischer Kirchenhistoriker                                                                    | 72    |       |
| 27. März | Philipp Christoph Zeller             | deutscher Entomologe                                                                                          | 74    |       |
| 28. März | Lorenz Diefenbach                    | deutscher Schriftsteller und Sprachwissenschaftler                                                            | 76    |       |
| 28. März | Thomas H. Herndon                    | US-amerikanischer Rechtsanwalt und Politiker                                                                  | 54    |       |
| 28. März | Gustav Langerfeldt                   | braunschweigischer Jurist und Politiker                                                                       | 80    |       |
| 28. März | James Thomas Leach                   | US-amerikanischer Arzt, Plantagenbesitzer und Politiker                                                       |       |       |
| 29. März | Heinrich August Manitius             | deutscher Privatgelehrter                                                                                     | 78    |       |
| 30. März | Edmund von Hartig                    | österreichischer Staatsmann                                                                                   | 70    |       |
| 30. März | Emeline Meaker                       | US-amerikanische Mörderin                                                                                     | 44    |       |
| 30. März | Samuel Partridge                     | US-amerikanischer Politiker                                                                                   | 92    |       |
| 31. März | Ernst von Hartmann                   | preußischer General der Infanterie                                                                            | 66    |       |
| 31. März | Pier Francesco Meglia                | italienischer Geistlicher, Vatikandiplomat und Kardinal                                                       | 72    |       |

## April
| Tag       | Name                                 | Beruf, bekannt als                                                                                     | Alter | Beleg |
| --------- | ------------------------------------ | --- | ----- | ----- |
| 1. April  | Sigmund Reinhard von Gemmingen       | Grundherr in Treschklingen                                                                             | 63    |       |
| 1. April  | Henri Ketten                         | ungarischer Pianist und Komponist                                                                      | 35    |       |
| 1. April  | Tomás de Ligués y Bardají            | spanischer Diplomat                                                                                    | 70    |       |
| 1. April  | George S. Shanklin                   | US-amerikanischer Politiker                                                                            | 75    |       |
| 2. April  | John N. Hungerford                   | US-amerikanischer Politiker                                                                            | 57    |       |
| 3. April  | Franz von Wertheim                   | österreichischer Industrieller                                                                         | 68    |       |
| 4. April  | Peter Cooper                         | US-amerikanischer Industrieller, Erfinder und Philanthrop                                              | 92    |       |
| 4. April  | Rudolph Härting                      | deutscher Pfarrer und Autor                                                                            | 50    |       |
| 4. April  | Christian Hengst                     | Stadtbaumeister in Durlach                                                                             | 78    |       |
| 4. April  | Gustav Heyse                         | deutscher Philologe, Numismatiker, Regionalhistoriker und Autographensammler                           | 74    |       |
| 5. April  | Louis von Arentsschildt              | deutscher Offizier und Lyriker                                                                         | 75    |       |
| 5. April  | Jonas Bruck                          | Zahnarzt, Buchautor und Träger des Kronenordens 4. Klasse                                              | 70    |       |
| 6. April  | Benjamin Wright Raymond              | US-amerikanischer Politiker                                                                            | 81    |       |
| 7. April  | George Arney                         | britischer Richter, Chief Justice of New Zealand                                                       |       |       |
| 7. April  | Albert Fraustadt                     | Pfarrer, Kirchenhistoriker und Autor                                                                   | 74    |       |
| 7. April  | Thomas Nicholson Gibbs               | kanadischer Unternehmer und Politiker                                                                  | 62    |       |
| 7. April  | Karl Moritz Rapp                     | deutscher Schriftsteller, Sprachwissenschaftler, Übersetzer, Germanist, Romanist und Lusitanist        | 79    |       |
| 8. April  | Alois Fischer                        | österreichischer Politiker, Jurist und Beamter                                                         | 87    |       |
| 10. April | Emilie Mayer                         | deutsche Komponistin                                                                                   | 70    |       |
| 11. April | Julius Sandtmann                     | deutscher Kaufmann und Politiker (DFP), MdHB, MdR                                                      | 56    |       |
| 12. April | Moritz Blanckarts                    | deutscher Historienmaler                                                                               | 43    |       |
| 12. April | Franz Xaver Buhs                     | Politiker                                                                                              | 92    |       |
| 12. April | Georg Pletzeneder                    | deutscher Politiker (Patriotenpartei)                                                                  |       |       |
| 13. April | Franz von Seitz                      | deutscher Maler, Lithograf, Radierer und Kostümbildner                                                 | 65    |       |
| 15. April | Friedrich Franz II.                  | Großherzog von Mecklenburg in Mecklenburg-Schwerin (1842–1883)                                         | 60    |       |
| 15. April | William E. Sawyer                    | US-amerikanischer Elektroingenieur                                                                     |       |       |
| 16. April | Ferdinand Artmann                    | österreichischer Militärarchitekt und Lebensmittelchemiker                                             | 52    |       |
| 16. April | Johannes von Dewall                  | preußischer Offizier und Schriftsteller                                                                | 53    |       |
| 16. April | Karl II.                             | König von Etrurien, Herzog von Lucca, Herzog von Parma                                                 | 83    |       |
| 16. April | Edward Y. Rice                       | US-amerikanischer Politiker                                                                            | 63    |       |
| 17. April | Michael Fuß                          | siebenbürgischer evangelischer Geistlicher und Botaniker                                               | 68    |       |
| 17. April | Moriz von Gemmingen                  | Jurist und Landgerichtspräsident                                                                       | 66    |       |
| 17. April | Anton Joseph Steinbusch              | deutscher römisch-katholischer Gelehrter, Priester, Humanist und Politiker                             | 53    |       |
| 18. April | Gustav Radicke                       | deutscher Physiker, Mathematiker und Hochschullehrer                                                   | 73    |       |
| 18. April | Édouard Albert Roche                 | französischer Mathematiker und Astronom                                                                | 62    |       |
| 18. April | Agnes Tyrrell                        | tschechische Komponistin und Pianistin mit englischen Wurzeln                                          | 36    |       |
| 20. April | Joseph Alois Daisenberger            | deutscher, katholischer Pfarrer und Textdichter der Oberammergauer Passionsspiele                      | 83    |       |
| 20. April | Roswell Hart                         | US-amerikanischer Politiker                                                                            | 58    |       |
| 20. April | Wilhelm Peters                       | deutscher Naturforscher, Zoologe, Anatom und Entdecker                                                 | 67    |       |
| 21. April | Ruggero Luigi Emidio Antici Mattei   | italienischer Geistlicher, Lateinischer Patriarch von Konstantinopel und Kardinal der Römischen Kirche | 72    |       |
| 21. April | Christian Sell                       | deutscher Maler                                                                                        | 51    |       |
| 22. April | Marko Vincenc Lipold                 | österreichischer Geologe und Montanist                                                                 | 67    |       |
| 23. April | Michel Masson                        | französischer Romancier und Dramatiker                                                                 | 82    |       |
| 24. April | Jules Sandeau                        | französischer Schriftsteller                                                                           | 72    |       |
| 24. April | Alexander von Wartensleben-Schwirsen | preußischer Beamter und Politiker                                                                      | 76    |       |
| 25. April | Gusztáv Batthyány                    | ungarischer Pferdezüchter                                                                              | 79    |       |
| 25. April | Laurent Chaney                       | Schweizer Jurist und Politiker                                                                         | 49    |       |
| 25. April | Gabor Goitein                        | Rabbiner der Neo-Orthodoxie                                                                            | 34    |       |
| 25. April | Herbert Byng Hall                    | britischer Offizier und Autor                                                                          | 77    |       |
| 25. April | William Leighton Leitch              | schottischer Aquarell- und Bühnenmaler sowie Illustrator                                               | 78    |       |
| 26. April | Sofja Bardina                        | russische Anarchistin und Narodniza                                                                    | 29    |       |
| 26. April | John Gray                            | britischer Wirtschaftswissenschaftler und Autor                                                        |       |       |
| 26. April | Napoleon Orda                        | polnischer Komponist, Pianist und Künstler                                                             | 76    |       |
| 27. April | Carl Jonas Mylius                    | deutscher Architekt                                                                                    | 43    |       |
| 27. April | Otto Heinrich Julius Leopold Volmar  | Innen- und Finanzminister im Kurfürstentum Hessen                                                      | 78    |       |
| 28. April | William Montague Browne              | US-amerikanischer Politiker, Außenminister und General der Konföderation                               | 59    |       |
| 28. April | Henry Debosnys                       | US-amerikanischer Mörder                                                                               |       |       |
| 28. April | Jules Adolphe Goupil                 | französischer Genre- und Porträtmaler                                                                  | 43    |       |
| 28. April | Wladimir Onufrijewitsch Kowalewski   | russischer Paläontologe                                                                                | 40    |       |
| 28. April | Cyprián Lelek                        | tschechischer Autor und Abgeordneter der Frankfurter Nationalversammlung                               | 70    |       |
| 28. April | John Russell                         | britischer Pfarrer und Hundezüchter                                                                    | 87    |       |
| 29. April | Reinhart Dozy                        | niederländischer Orientalist                                                                           | 63    |       |
| 29. April | Johann Heinrich Ehrhardt             | deutscher Lokomotivbauer und Erfinder                                                                  | 78    |       |
| 29. April | Ferdinand Klitzing                   | deutscher Jurist, Bürgermeister u. Stadtrichter                                                        | 75    |       |
| 29. April | Hermann Schulze-Delitzsch            | deutscher Politiker (DFP), MdR                                                                         | 74    |       |
| 30. April | Édouard Manet                        | französischer Maler des Impressionismus                                                                | 51    |       |
| April     | Karl Fischer                         | österreichischer Opernsänger                                                                           |       |       |

## Mai
| Tag     | Name                                      | Beruf, bekannt als                                                                      | Alter | Beleg |
| ------- | ----------------------------------------- | --------------------------------------------------------------------------------------- | ----- | ----- |
| 1. Mai  | Butrus al-Bustani                         | libanesischer Schriftsteller, Dozent, Herausgeber und Philologe                         | 64    |       |
| 1. Mai  | Edward C. Reed                            | US-amerikanischer Jurist und Politiker                                                  | 90    |       |
| 1. Mai  | Ludwig Wucke                              | deutscher Sagenforscher, Mundartdichter und Maler                                       | 76    |       |
| 2. Mai  | Steen Andersen Bille                      | dänischer Seeoffizier und Marineminister                                                | 85    |       |
| 2. Mai  | Hans von Götz-Hünerbein                   | deutscher Verwaltungsjurist und Rittergutsbesitzer                                      | 51    |       |
| 2. Mai  | Hans Christian Hansen                     | dänischer Architekt                                                                     | 80    |       |
| 2. Mai  | Paul August Ritterstädt                   | deutscher Politiker, Abgeordneter im Sächsischen Landtag                                | 87    |       |
| 3. Mai  | Christian Friedrich Feldmann              | deutscher Pädagoge und Bremer Senator                                                   | 69    |       |
| 4. Mai  | Johann Krall                              | österreichischer Komponist, Dirigent und Arrangeur                                      | ≈75   |       |
| 5. Mai  | Gottlob Friedrich Federer                 | württembergischer liberaler Politiker                                                   | 83    |       |
| 5. Mai  | Eva Gonzalès                              | französische Malerin                                                                    | 36    |       |
| 5. Mai  | Karl Friedrich von Heusinger              | deutscher Pathologe                                                                     | 91    |       |
| 5. Mai  | John O’Shanassy                           | australischer Politiker, Premier von Victoria                                           | ≈80   |       |
| 5. Mai  | Wilhelm von der Schulenburg               | preußischer Landrat und Landesdirektor der Altmark                                      | 76    |       |
| 6. Mai  | Leo Wilhelm Robert Karl von dem Knesebeck | preußischer Rittergutsbesitzer und Landrat des Landkreises Teltow (1851–1862)           | 74    |       |
| 7. Mai  | Gustav Wilhelm Teschner                   | deutscher Komponist                                                                     | 82    |       |
| 7. Mai  | Adolf Friedrich von der Wense             | Offizier, Gutsbesitzer und Reichstagsabgeordneter                                       | 50    |       |
| 8. Mai  | Georg Heinrich Eduard von Bredow          | deutscher Autor und Gutsbesitzer                                                        | 72    |       |
| 8. Mai  | Johann Evangelist Klein                   | österreichischer Maler mit Schwerpunkt auf kirchlichen Glasgemälden und Hochschullehrer | 59    |       |
| 8. Mai  | Otto Ludwig von Meltzing                  | deutscher Rittergutsbesitzer, Verwaltungsbeamter und Parlamentarier                     | 77    |       |
| 8. Mai  | Francisco de Paula Milán                  | Offizier der mexikanischen Armee                                                        |       |       |
| 9. Mai  | James Trustam                             | britischer Orgelbauer                                                                   |       |       |
| 10. Mai | Samo Chalupka                             | slowakischer Dichter                                                                    | 71    |       |
| 10. Mai | Henri-Louis-Stanislas Mortier de Fontaine | polnischer Pianist und Komponist                                                        | 66    |       |
| 11. Mai | Dagobert Böckel                           | deutscher Philologe, Lehrer, Redakteur und Politiker                                    | 66    |       |
| 11. Mai | Eduard Friedrich von Enckevort            | preußischer Politiker und Gutsbesitzer in Pommern                                       | 74    |       |
| 12. Mai | Israel Washburn junior                    | US-amerikanischer Politiker, Gouverneur von Maine                                       | 69    |       |
| 12. Mai | August Zacke                              | deutscher Jurist                                                                        | 71    |       |
| 13. Mai | Gustav Flor                               | livländischer (baltendeutscher) Entomologe                                              | 53    |       |
| 13. Mai | Johann Baptist von Streng                 | Schweizer Politiker und Richter                                                         | 75    |       |
| 13. Mai | James Young                               | schottischer Chemiker und Unternehmer                                                   | 71    |       |
| 14. Mai | Wilhelm von Borries                       | hannoverscher Minister                                                                  | 80    |       |
| 14. Mai | Carl Georg Theodor Hütter                 | deutscher Maler, Bildhauer und Stukkateur in Weimar                                     | 75    |       |
| 15. Mai | Milton Brown                              | US-amerikanischer Politiker                                                             | 79    |       |
| 15. Mai | Carl Friedrich Mülhause                   | Gutsbesitzer und Abgeordneter                                                           | 59    |       |
| 16. Mai | Ferdinand de Braekeleer                   | belgischer Maler                                                                        | 91    |       |
| 17. Mai | Fidelis Dehm                              | deutscher Minorit, Bischof, Apostolischer Visitator in Rumänien                         | 58    |       |
| 17. Mai | John McNeill                              | britischer Botschafter                                                                  |       |       |
| 18. Mai | Fidel Markus Wohlwend                     | österreichischer Gutsbesitzer und Politiker                                             | 75    |       |
| 19. Mai | Julius Severin                            | deutscher Landschafts- und Genremaler                                                   | 43    |       |
| 20. Mai | Thomas Bothwell Jeter                     | US-amerikanischer Politiker und Gouverneur von South Carolina                           | 55    |       |
| 20. Mai | Robert Rößler                             | deutscher Schriftsteller                                                                | 45    |       |
| 20. Mai | Paul von Salisch                          | schlesischer Gutsbesitzer und Politiker                                                 | 56    |       |
| 21. Mai | Ludwig Preiss                             | deutsch-britischer Naturforscher                                                        | 71    |       |
| 22. Mai | Edward Banks                              | deutscher Anwalt und Politiker, MdHB, MdR                                               | 47    |       |
| 22. Mai | Jacques Antoine Charles Bresse            | französischer Ingenieur und Mathematiker                                                | 60    |       |
| 23. Mai | Matthias von Köller                       | preußischer Politiker und Generallandschaftsdirektor von Pommern                        | 85    |       |
| 23. Mai | Cyprian Kamil Norwid                      | polnischer Dichter                                                                      | 61    |       |
| 24. Mai | Gabriel Gustav Valentin                   | deutscher Arzt und Physiologe                                                           | 72    |       |
| 25. Mai | Édouard René Lefebvre de Laboulaye        | französischer Jurist, Publizist, Journalist und Politiker                               | 72    |       |
| 26. Mai | Abd el-Kader                              | algerischer Freiheitskämpfer                                                            | 74    |       |
| 28. Mai | Antoine-Dominique Bordes                  | französischer Großkaufmann und Großreeder                                               | 67    |       |
| 28. Mai | Karl August Freyer                        | deutsch-polnischer Organist und Komponist                                               | 81    |       |
| 29. Mai | Alexis Lepère der Ältere                  | französischer Pomologe, Baumschulbesitzer und Obstzüchter                               | 84    |       |
| 29. Mai | Marianne von Oranien-Nassau               | Prinzessin der Niederlande und von Preußen                                              | 73    |       |
| 31. Mai | Georg Achleitner                          | österreichischer Jurist und Politiker                                                   | 77    |       |
| 31. Mai | James T. Rapier                           | US-amerikanischer Politiker                                                             | 45    |       |

## Juni
| Tag      | Name                              | Beruf, bekannt als                                                                                | Alter | Beleg |
| -------- | --------------------------------- | ------------------------------------------------------------------------------------------------- | ----- | ----- |
| 1. Juni  | Antoine-Joseph Buchwalder         | Schweizer Vermessungsingenieur und Politiker                                                      | 91    |       |
| 1. Juni  | Mary Margaret Heaton              | britische Kunsthistorikerin                                                                       | 47    |       |
| 1. Juni  | Carl Rettberg                     | deutscher Maler und früher Fotograf                                                               | 74    |       |
| 2. Juni  | Hedwig Reicher-Kindermann         | deutsche Opernsängerin (Sopran)                                                                   | 29    |       |
| 2. Juni  | Welwel Zbarzer                    | hebräischer und jiddischer Volkssänger                                                            |       |       |
| 3. Juni  | Adolf Dauthage                    | österreichischer Lithograph                                                                       | 58    |       |
| 3. Juni  | Karl Fürhapter                    | österreichischer Bildschnitzer                                                                    | 80    |       |
| 3. Juni  | Arthur Edward Kennedy             | britischer Kolonialbeamter                                                                        | 74    |       |
| 4. Juni  | George Booker                     | US-amerikanischer Politiker                                                                       | 61    |       |
| 4. Juni  | Carl Eduard Dahmen                | Bürgermeister der Stadt Aachen                                                                    | 83    |       |
| 5. Juni  | Addison Gardiner                  | US-amerikanischer Jurist und Politiker                                                            | 86    |       |
| 5. Juni  | Hermann Voget                     | deutscher Publizist und Dramatiker                                                                | 45    |       |
| 6. Juni  | Eduard Daege                      | deutscher Maler                                                                                   | 78    |       |
| 6. Juni  | Joseph Fahrbach                   | österreichischer Musiker                                                                          | 78    |       |
| 6. Juni  | Ciprian Porumbescu                | rumänischer Komponist                                                                             | 29    |       |
| 6. Juni  | Heinrich Schröder                 | deutscher Missionar und Märtyrer                                                                  | 32    |       |
| 7. Juni  | Carl Gottlob Bohm                 | deutscher Unternehmer                                                                             |       |       |
| 8. Juni  | Friedrich Forberg                 | deutscher Musiklehrer und Komponist in Düsseldorf                                                 | 66    |       |
| 9. Juni  | Jakob Felsing                     | deutscher Kupferstecher                                                                           | 80    |       |
| 10. Juni | Chester W. Chapin                 | US-amerikanischer Politiker                                                                       | 84    |       |
| 10. Juni | Nikolai Iwanowitsch Lieberich     | russischer Tierbildhauer                                                                          |       |       |
| 10. Juni | Atto Vannucci                     | italienischer Geschichtsschreiber und Professor der Humanitätswissenschaften                      | 74    |       |
| 10. Juni | Simon von Winterstein             | österreichischer Unternehmer und Politiker                                                        | 63    |       |
| 11. Juni | Caroline Gascoigne                | englische Dichterin und Schriftstellerin                                                          | 70    |       |
| 11. Juni | Karl Graedener                    | deutscher Komponist                                                                               | 71    |       |
| 12. Juni | Ugo Angelo Canello                | italienischer Romanist                                                                            | 34    |       |
| 12. Juni | August Egbert von Derschau        | deutscher Jurist und Romanschriftsteller                                                          | 37    |       |
| 12. Juni | Mercedes de Jesús Molina          | Missionarin                                                                                       |       |       |
| 13. Juni | Julius Brautlecht                 | deutscher Apotheker und Bakteriologe                                                              | 45    |       |
| 13. Juni | Moritz Jellinek                   | österreichisch-ungarischer Ökonom                                                                 |       |       |
| 13. Juni | Hermann Friedrich Perthes         | deutscher klassischer Philologe und Gymnasiallehrer                                               | 43    |       |
| 14. Juni | Eugene Casserly                   | US-amerikanischer Politiker                                                                       | 62    |       |
| 14. Juni | Edward FitzGerald                 | englischer Dichter und Übersetzer persischsprachiger Dichtung (Chayyam)                           | 74    |       |
| 14. Juni | Charles J. Jenkins                | US-amerikanischer Politiker                                                                       | 78    |       |
| 15. Juni | Joseph Alexis Bailly              | französisch-amerikanischer Bildhauer                                                              | 58    |       |
| 15. Juni | Johann Nepomuk Miller             | Verwaltungsbeamter und Landtagsabgeordneter in den Württembergischen Landständen                  | 44    |       |
| 16. Juni | Aloys Hafenbrädl                  | deutscher Jurist und Politiker (Zentrum), MdR                                                     | 65    |       |
| 18. Juni | Friedrich von Drais               | badischer Adliger, Beamter und Benediktiner                                                       | 85    |       |
| 18. Juni | George B. Rodney                  | US-amerikanischer Politiker (Whig Party)                                                          | 80    |       |
| 18. Juni | John James Waterston              | schottischer Physiker                                                                             |       |       |
| 19. Juni | Heinrich Denzinger                | katholischer Theologe                                                                             | 63    |       |
| 20. Juni | Gustave Aimard                    | französischer Autor von Abenteuerromanen                                                          | 64    |       |
| 20. Juni | John William Colenso              | britischer Geistlicher, anglikanischer Bischof, Mathematiker, Theologe und Sozialaktivist         | 69    |       |
| 20. Juni | Heinrich Fischer                  | deutscher Buchhändler, Verleger und Politiker, Bürgermeister von Wiesbaden (1849–1868)            | 71    |       |
| 22. Juni | Josef Ferstl von Förstenau        | österreichischer Mediziner und Geologe                                                            | 62    |       |
| 23. Juni | Victor Chéronnet                  | französischer Eisenbahningenieur                                                                  | 56    |       |
| 23. Juni | Carl Lentze                       | deutscher Baumeister                                                                              | 81    |       |
| 23. Juni | Kuno Damian von Schütz-Holzhausen | deutscher Kolonist                                                                                | 58    |       |
| 25. Juni | Stephen Alexander                 | US-amerikanischer Mathematiker und Astronom                                                       | 76    |       |
| 26. Juni | James Conner                      | US-amerikanischer Jurist, Brigadegeneral der Konföderierten Staaten im Amerikanischen Bürgerkrieg | 53    |       |
| 26. Juni | Carl Lichtenberg                  | deutscher Landes- und Kirchenpolitiker                                                            | 66    |       |
| 26. Juni | Friedrich August von Pauli        | deutscher Bauingenieur und Pionier des Eisenbahnbrückenbaus                                       | 81    |       |
| 26. Juni | Edward Sabine                     | irischer Astronom                                                                                 | 94    |       |
| 26. Juni | Eusebius Schmidt                  | deutscher Pädagoge                                                                                | 72    |       |
| 27. Juni | Ludwig Most                       | Genre- und Vedutenmaler des Biedermeier                                                           | 76    |       |
| 27. Juni | William Spottiswoode              | englischer Mathematiker und Physiker                                                              | 58    |       |
| 28. Juni | Johann Heinrich Schröder          | deutscher Kaufmann                                                                                | 98    |       |
| 30. Juni | Karl Blattner                     | Schweizer Politiker                                                                               | 77    |       |
| 30. Juni | Charles Case                      | US-amerikanischer Politiker                                                                       | 65    |       |

## Juli
| Tag      | Name                                           | Beruf, bekannt als                                                                                      | Alter | Beleg |
| -------- | ---------------------------------------------- | --- | ----- | ----- |
| 1. Juli  | Ludwig Andreas Jordan                          | deutscher Politiker, MdR und Winzer                                                                     | 72    |       |
| 1. Juli  | Manuel Gregorio Tavárez                        | puerto-ricanischer Komponist, Pianist und Musikpädagoge                                                 | 39    |       |
| 2. Juli  | Wilhelm Christoph Friedrich Arnold             | deutscher Jurist, Rechts-, Wirtschafts- und Kulturhistoriker, Politiker, MdR                            | 56    |       |
| 3. Juli  | Wilhelm von Barby                              | preußischer Generalleutnant                                                                             | 87    |       |
| 3. Juli  | Georg Friedrich Brackebusch                    | deutscher Freimaurer, Unternehmer und als Politiker Mitglied der Frankfurter Nationalversammlung        | 84    |       |
| 3. Juli  | Wilhelm Encke                                  | deutscher Schneidermeister und Revolutionär                                                             | 71    |       |
| 4. Juli  | John Baptist Purcell                           | irisch-US-amerikanischer Geistlicher, Erzbischof von Cincinnati                                         | 83    |       |
| 4. Juli  | John Spencer-Churchill, 7. Duke of Marlborough | britischer Peer und Politiker                                                                           | 61    |       |
| 5. Juli  | Philipp Remelé                                 | deutscher Fotograf                                                                                      | 39    |       |
| 6. Juli  | Blasius Braun                                  | Orgelbauer                                                                                              | 60    |       |
| 6. Juli  | Amaziah B. James                               | US-amerikanischer Jurist und Politiker                                                                  | 71    |       |
| 6. Juli  | Abraham Rencher                                | US-amerikanischer Politiker                                                                             | 84    |       |
| 6. Juli  | Johann Ulrich Schiess                          | Schweizer Bundeskanzler und Nationalrat                                                                 | 70    |       |
| 6. Juli  | Eduard Steinauer                               | deutscher Pharmakologe                                                                                  | 39    |       |
| 7. Juli  | Auguste Boissonneau                            | französischer Ornithologe                                                                               | 81    |       |
| 7. Juli  | German Mäurer                                  | deutsch-französischer Schriftsteller und Lehrer, Mitglied im Bund der Geächteten und Bund der Gerechten | 72    |       |
| 7. Juli  | Lorenzo Pagans                                 | spanischer (katalanischer) Tenor, Musiker und Komponist                                                 | 49    |       |
| 7. Juli  | Rudolf von Rabe                                | preußischer Beamter und Minister                                                                        | 78    |       |
| 8. Juli  | John Denison Baldwin                           | US-amerikanischer Politiker                                                                             | 73    |       |
| 9. Juli  | Louis Maurice Adolphe Linant de Bellefonds     | französischer Forschungsreisender und Ingenieur                                                         | 83    |       |
| 9. Juli  | Filippo Pacini                                 | italienischer Anatom                                                                                    | 71    |       |
| 10. Juli | Carl Julius Abel                               | württembergischer Eisenbahningenieur                                                                    | 64    |       |
| 10. Juli | Leonhard von Massenbach                        | Landrat Obertaunuskreis                                                                                 | 47    |       |
| 11. Juli | Aglaia von Enderes                             | österreichische Autorin                                                                                 | 49    |       |
| 11. Juli | Jesse Hale Moore                               | US-amerikanischer Politiker                                                                             | 66    |       |
| 12. Juli | August Witte                                   | deutscher Stiftsgoldschmied                                                                             | 43    |       |
| 12. Juli | Hermann Zopff                                  | deutscher Musiker und Musikwissenschaftler                                                              | 57    |       |
| 13. Juli | Adolf Christen                                 | bayerischer Hofschauspieler und Theaterdirektor                                                         | 71    |       |
| 13. Juli | Ranavalona II.                                 | Königin von Madagaskar                                                                                  |       |       |
| 14. Juli | Heinrich von Ferstel                           | österreichischer Architekt                                                                              | 55    |       |
| 14. Juli | Svend Grundtvig                                | dänischer Literaturwissenschaftler und Volkskundler                                                     | 58    |       |
| 14. Juli | Bernhard von Uhde                              | deutscher Jurist und Politiker                                                                          | 65    |       |
| 14. Juli | Adolph Wernher                                 | deutscher Chirurg und Pathologe                                                                         | 74    |       |
| 15. Juli | Charles Stratton                               | US-amerikanischer Schauspieler und Clown                                                                | 45    |       |
| 16. Juli | Edward Backhouse Eastwick                      | britischer Orientalist                                                                                  | 69    |       |
| 16. Juli | Thomas Clarke Theaker                          | US-amerikanischer Politiker                                                                             | 71    |       |
| 18. Juli | Carl Boos                                      | deutscher Architekt und nassauischer Baubeamter                                                         | 76    |       |
| 18. Juli | Archibald McAllister                           | US-amerikanischer Politiker                                                                             | 69    |       |
| 18. Juli | Gustav Adolf Schiffmann                        | Prediger und Archidiakon in Stettin, freimaurerischer Forscher und Schriftsteller                       | 68    |       |
| 19. Juli | Isaac Adams                                    | US-amerikanischer Erfinder                                                                              | 80    |       |
| 19. Juli | Tự Đức                                         | vietnamesischer Kaiser, vierter Kaiser der Nguyễn-Dynastie (1847–1883)                                  | 53    |       |
| 20. Juli | Iwakura Tomomi                                 | japanischer Staatsmann                                                                                  | 57    |       |
| 21. Juli | Kaspar von Mesmer-Saldern                      | preußischer Verwaltungsjurist, Landrat                                                                  | 34    |       |
| 22. Juli | Edward Otho Cresap Ord                         | Konstrukteur des Fort Sam Houston und Offizier der US-Armee                                             | 64    |       |
| 22. Juli | Josef Plachutta                                | Schachkomponist und -spieler                                                                            | 56    |       |
| 22. Juli | Theodor von Wundt                              | württembergischer Generalleutnant und Kriegsminister (1874–1883)                                        | 58    |       |
| 23. Juli | Martin Jenkins Crawford                        | US-amerikanischer Politiker, Offizier in der Konföderiertenarmee                                        | 63    |       |
| 23. Juli | Ginery Twichell                                | amerikanischer Politiker                                                                                | 71    |       |
| 24. Juli | Stephan Gans zu Putlitz                        | deutscher Nationalökonom                                                                                | 29    |       |
| 24. Juli | Thomas Swann                                   | US-amerikanischer Politiker                                                                             | 74    |       |
| 24. Juli | Heinrich Julius Ueckermann                     | deutscher Auswanderer, Gründer der südafrikanischen Stadt Heidelberg (Gauteng)                          | 56    |       |
| 24. Juli | Matthew Webb                                   | britischer Langstreckenschwimmer                                                                        | 35    |       |
| 25. Juli | William Nelson Rector Beall                    | Brigadegeneral der Armee der Konföderierten Staaten von Amerika im Sezessionskrieg                      | 58    |       |
| 25. Juli | Jens Adolf Jerichau                            | dänischer Bildhauer                                                                                     | 67    |       |
| 25. Juli | Frederick Edward Maning                        | irisch-neuseeländischer Händler, Richter und Autor                                                      |       |       |
| 26. Juli | William Fenwick Williams                       | britischer General und Gouverneur von Gibraltar                                                         | 82    |       |
| 27. Juli | Montgomery Blair                               | US-amerikanischer Anwalt, Richter und US-Postmaster General                                             | 70    |       |
| 27. Juli | Franz Doppler                                  | österreichisch-ungarisch Komponist                                                                      | 61    |       |
| 27. Juli | Honoré Fisquet                                 | französischer Historiker                                                                                | 65    |       |
| 28. Juli | Władysław Ludwik Anczyc                        | polnischer Schriftsteller                                                                               | 59    |       |
| 28. Juli | Carlo Pellion di Persano                       | italienischer Admiral und Marineminister                                                                | 77    |       |
| 28. Juli | Julius Stephan Wegeler                         | deutscher Mediziner und Heimatkundler der rheinischen Landesgeschichte                                  | 76    |       |
| 29. Juli | Michael Gaßner                                 | altösterreichischer katholischer Geistlicher                                                            | 78    |       |
| 29. Juli | William E. Lansing                             | US-amerikanischer Jurist und Politiker                                                                  | 61    |       |
| 29. Juli | Georg Stoll                                    | deutscher Baumeister, Senator und Politiker (DFP), MdR                                                  | 55    |       |
| 30. Juli | Dục Đức                                        | vietnamesischer Kaiser, fünfter Kaiser der Nguyễn-Dynastie (1883)                                       | 31    |       |
| 30. Juli | Alois Scholz                                   | österreichischer Manager                                                                                | 62    |       |
| 30. Juli | Samuel Russell Warren                          | kanadischer Orgelbauer                                                                                  | 74    |       |
| 31. Juli | Hermann Kleinhempel                            | erzgebirgischer Heimatdichter                                                                           | 55    |       |
| 31. Juli | Auguste de Loës                                | Schweizer Politiker                                                                                     | 81    |       |
| 31. Juli | Martin Thorsen Schmidt                         | Kaufmann und deutscher Politiker Schleswig-Holsteins                                                    | 77    |       |
| Juli     | Heinrich Nüsser                                | deutscher Zeichner und Kupferstecher                                                                    |       |       |

## August
| Tag        | Name                             | Beruf, bekannt als                                                                    | Alter | Beleg |
| ---------- | -------------------------------- | ------------------------------------------------------------------------------------- | ----- | ----- |
| 1. August  | Wilhelm Dindorf                  | deutscher Philologe                                                                   | 81    |       |
| 1. August  | William Henry Rolph              | deutscher Entomologe                                                                  | 35    |       |
| 1. August  | Adolf Timotheus Wislicenus       | deutscher evangelischer Geistlicher                                                   | 76    |       |
| 2. August  | Pierre Auguste Cot               | französischer Maler                                                                   | 46    |       |
| 4. August  | August Howaldt                   | deutscher Ingenieur, Konstrukteur, Erfinder und Unternehmer                           | 73    |       |
| 5. August  | Wilhelm Henne                    | deutscher Theaterschauspieler und -intendant                                          |       |       |
| 5. August  | Joseph Marie Jules Parrot        | französischer Pionier der Kinderheilkunde                                             | 53    |       |
| 6. August  | William White Clark              | US-amerikanischer Jurist und konföderierter Politiker                                 | 63    |       |
| 6. August  | August Riedel                    | deutscher Maler                                                                       | 83    |       |
| 7. August  | Moritz Bruhn                     | deutscher Verleger                                                                    | 77    |       |
| 7. August  | Viggo Fauerholdt                 | dänischer Landschafts- und Marinemaler                                                | 51    |       |
| 7. August  | Friedrich Philipp Fournier       | deutscher Jurist, Kommunalpolitiker und Bahnmanager                                   | 82    |       |
| 7. August  | Maximilian Mayr                  | Propst von Kloster Neustift                                                           | 63    |       |
| 8. August  | Robert Moffat                    | schottischer Missionar                                                                | 87    |       |
| 9. August  | Julija Schadowskaja              | =russische Dichterin                                                                  | 59    |       |
| 10. August | Édouard Dubufe                   | französischer Maler                                                                   | 64    |       |
| 10. August | Bernhard von Wüllerstorf-Urbair  | österreichischer Admiral                                                              | 67    |       |
| 13. August | Adolf Seubert                    | Landtagsabgeordneter Großherzogtum Hessen                                             | 49    |       |
| 14. August | James Cockburn                   | kanadischer Politiker                                                                 | 64    |       |
| 15. August | Karl Johann Brenner              | Schweizer Jurist und Politiker                                                        | 68    |       |
| 15. August | David Gallup                     | US-amerikanischer Politiker                                                           | 75    |       |
| 17. August | John Alexander Smith             | britischer Arzt, Naturforscher und Archäologe                                         |       |       |
| 18. August | Charles Defrémery                | französischer Orientalist                                                             | 60    |       |
| 18. August | Friedrich Schmid                 | deutsch-amerikanischer lutherischer Pfarrer und Missionar                             | 75    |       |
| 18. August | Ferdinand Schöningh              | deutscher Verleger                                                                    | 68    |       |
| 19. August | Jeremiah S. Black                | US-amerikanischer Jurist, Politiker und Außenminister                                 | 73    |       |
| 19. August | Karl Heinrich von Paucker        | deutsch-lettischer Klassischer Philologe                                              | 62    |       |
| 19. August | Carl August Reichenbach          | deutscher Industrieller und Maschinenfabrikant                                        | 82    |       |
| 20. August | Nelson Barrere                   | US-amerikanischer Politiker                                                           | 75    |       |
| 20. August | Gottfried Ritter von Rittershain | Kinderarzt in Prag                                                                    |       |       |
| 21. August | Johann Reinhard Blum             | deutscher Mineraloge                                                                  | 80    |       |
| 23. August | August Göllerich                 | österreichischer Politiker                                                            | 64    |       |
| 24. August | Henri d’Artois                   | französischer Thronanwärter                                                           | 62    |       |
| 24. August | Louis Latouche                   | französischer Maler                                                                   | 53    |       |
| 25. August | Joseph Duval-Jouve               | französischer Botaniker                                                               | 73    |       |
| 25. August | Hermann Müller                   | deutscher Botaniker                                                                   | 53    |       |
| 25. August | Alois Pacher                     | deutscher Musiker                                                                     | 61    |       |
| 25. August | Walter F. Pool                   | US-amerikanischer Politiker                                                           | 32    |       |
| 26. August | Eduard von Baudissin             | deutscher Politiker, MdR                                                              | 59    |       |
| 26. August | Elisha M. Pease                  | US-amerikanischer Politiker, 5. und 14. Gouverneur von Texas                          | 71    |       |
| 27. August | Richard La Nicca                 | Schweizer Ingenieur, verantwortlich für die Planung der ersten Juragewässerkorrektion | 89    |       |
| 27. August | August Pott                      | deutscher Komponist und Hofkapellmeister in Oldenburg                                 | 76    |       |
| 28. August | Adolf Ginsberg                   | deutscher Maler                                                                       | 26    |       |
| 29. August | Karl Friedrich Knorre            | russischer Astronom                                                                   | 82    |       |
| 30. August | Fidèle Sutter                    | italienischer Kapuziner und Apostolischer Vikar von Tunis                             | 87    |       |
| 31. August | Ernst Marno                      | österreichischer Afrikaforscher                                                       | 39    |       |
| 31. August | Levin Schücking                  | deutscher Schriftsteller                                                              | 68    |       |

## September
| Tag           | Name                               | Beruf, bekannt als                                                                          | Alter | Beleg |
| ------------- | ---------------------------------- | ------------------------------------------------------------------------------------------- | ----- | ----- |
| 1. September  | Marsena E. Cutts                   | US-amerikanischer Politiker                                                                 | 50    |       |
| 2. September  | Cromwell Fleetwood Varley          | britischer Elektroingenieur                                                                 | 55    |       |
| 3. September  | Léon Halévy                        | französischer Schriftsteller                                                                | 81    |       |
| 3. September  | Iwan Sergejewitsch Turgenew        | russischer Schriftsteller                                                                   | 64    |       |
| 4. September  | Charles Brown                      | US-amerikanischer Politiker                                                                 | 85    |       |
| 4. September  | William Marwood                    | britischer Scharfrichter                                                                    |       |       |
| 5. September  | Gaspare Fossati                    | Tessiner Architekt                                                                          | 73    |       |
| 6. September  | Wilhelm Baum                       | deutscher Mediziner                                                                         | 83    |       |
| 6. September  | August Dennig                      | deutscher Politiker (NLP), MdR                                                              | 78    |       |
| 7. September  | Rafał Hadziewicz                   | polnischer Maler                                                                            | 79    |       |
| 7. September  | Carl Kuntze                        | deutscher Komponist und Musiker                                                             | 66    |       |
| 7. September  | Aemilius Wagler                    | deutscher klassischer Philologe und Gymnasiallehrer                                         | 66    |       |
| 8. September  | Ludwig Giersberg                   | deutscher Architekt                                                                         | 58    |       |
| 9. September  | David P. Holloway                  | US-amerikanischer Politiker                                                                 | 73    |       |
| 9. September  | Friedrich Eduard Noback            | deutscher handelswissenschaftlicher Schriftsteller und Kaufmann                             | 68    |       |
| 9. September  | Victor Puiseux                     | französischer Mathematiker                                                                  | 63    |       |
| 10. September | Hendrik Conscience                 | belgischer Schriftsteller                                                                   | 70    |       |
| 10. September | Otto Pius Hippius                  | deutsch-baltischer Architekt                                                                | 57    |       |
| 10. September | Karl Adolf von Lex                 | deutscher Historiker, Publizist und Geheimer Kabinettsrat im Königreich Hannover            | 78    |       |
| 11. September | Christian Friedrich Budenberg      | deutscher Unternehmer                                                                       | 67    |       |
| 11. September | Thomas G. Davidson                 | US-amerikanischer Politiker                                                                 | 78    |       |
| 12. September | Eduard Kühne                       | deutscher Unternehmer                                                                       | 72    |       |
| 12. September | Wilhelm Lauche                     | deutscher Obstbaufachmann                                                                   | 56    |       |
| 12. September | Hans Eberhard von Schönberg        | sächsischer Rittergutsbesitzer und Politiker                                                | 44    |       |
| 13. September | Richard Collinson                  | britischer Vizeadmiral                                                                      | 71    |       |
| 13. September | Roderich von Stintzing             | deutscher Jurist und Rechtshistoriker                                                       | 58    |       |
| 14. September | Leon Dyer                          | US-amerikanischer Oberst                                                                    | 75    |       |
| 14. September | Albert von Hauber                  | deutscher Theologe                                                                          | 76    |       |
| 14. September | Ludwig Kappeller                   | österreichischer Mechaniker                                                                 | 79    |       |
| 14. September | Georges Frédéric Petitpierre       | Diplomat in preußischen Diensten und Schweizer Politiker                                    | 91    |       |
| 14. September | Ernst Popp                         | deutscher Bildhauer                                                                         | 64    |       |
| 15. September | Meyer Herman Bing                  | dänischer Buchverleger und Unternehmer                                                      | 76    |       |
| 15. September | Albert Peter Johann Krüger         | deutscher Schauspieler, Schriftsteller und Dichter                                          | 72    |       |
| 15. September | Joseph Antoine Ferdinand Plateau   | belgischer Physiker und Fotopionier                                                         | 81    |       |
| 15. September | William Taylour Thomson            | britischer Botschafter                                                                      |       |       |
| 16. September | Frédéric Engel-Dollfus             | französischer Industrieller, Kunstsammler und Philanthrop                                   | 65    |       |
| 16. September | Franz Ignatz Pieler                | deutscher Historiker                                                                        | 86    |       |
| 16. September | Hermann Stölting                   | Bürgermeister der Stadt Offenbach am Main                                                   |       |       |
| 17. September | Theodor Adler                      | deutscher Gymnasiallehrer, Direktor in Köslin, Halle und Königsberg                         | 70    |       |
| 17. September | John F. Chellis                    | US-amerikanischer Politiker                                                                 |       |       |
| 17. September | Josef Anton Pflanz                 | deutscher Schriftsteller und Pädagoge                                                       | 64    |       |
| 18. September | David W. Ballard                   | US-amerikanischer Politiker                                                                 | 59    |       |
| 18. September | Israel Simon                       | Bankier und Vize-Konsul der USA                                                             | 76    |       |
| 19. September | Friedrich Berge                    | deutscher Naturforscher                                                                     | 71    |       |
| 19. September | William Hounsell von Gündell       | preußischer Generalleutnant                                                                 | 70    |       |
| 19. September | August Siemering                   | deutsch-US-amerikanischer Schriftsteller, Journalist und Politiker                          | 53    |       |
| 20. September | Alexandru Lambrior                 | rumänischer Ethnologe, Romanist, Rumänist und Grammatiker                                   | 37    |       |
| 21. September | Conrad Bursian                     | deutscher Philologe und Archäologe                                                          | 52    |       |
| 21. September | Wilhelm Clemm                      | deutscher klassischer Philologe                                                             | 39    |       |
| 21. September | Johannes van Vloten                | niederländischer Schriftsteller                                                             | 65    |       |
| 22. September | Adolph von Brenner-Felsach         | österreichischer Diplomat                                                                   | 69    |       |
| 22. September | Ferdinand Breunung                 | deutscher Pianist, Organist, Dirigent und Musikdirektor in Aachen                           | 53    |       |
| 22. September | Georg Christian Friedrich Lisch    | deutscher Prähistoriker, Archivar, Bibliothekar, Konservator, Heraldiker                    | 82    |       |
| 22. September | Andrew Sloan                       | US-amerikanischer Politiker                                                                 | 38    |       |
| 24. September | Heinrich August Jäschke            | deutscher Missionar, Sprachforscher und Orientalist                                         | 66    |       |
| 25. September | Gustav von Schlör                  | letzter bayerischer Staatsminister für Handel und Öffentliche Arbeiten (1866–1871)          | 63    |       |
| 27. September | Franz Bessel                       | deutscher Hochschullehrer                                                                   | 58    |       |
| 27. September | Oswald Heer                        | Schweizer Paläontologe, Botaniker und Entomologe                                            | 74    |       |
| 28. September | Eduard August Otto de Casembroot   | niederländischer Offizier und Politiker                                                     | 71    |       |
| 29. September | Victor-Augustin-Isidore Dechamps   | belgischer Geistlicher, Erzbischof von Mecheln und Kardinal der römisch-katholischen Kirche | 72    |       |
| 30. September | Valerius von Rothkirch und Panthen | deutscher Rittergutsbesitzer und Politiker                                                  | 50    |       |
| 30. September | Adolph Winkelmann                  | Kreisgerichtsrat, Reichstagsabgeordneter                                                    | 69    |       |

## Oktober
| Tag         | Name                                         | Beruf, bekannt als                                                                                              | Alter | Beleg |
| ----------- | -------------------------------------------- | --- | ----- | ----- |
| 1. Oktober  | Jakub Bosagi                                 | armenischer Ordensgeistlicher                                                                                   | 75    |       |
| 1. Oktober  | Fjodor Iwanowitsch Iordan                    | russischer Graveur, Kupferstecher, Professor und Akademierektor                                                 | 83    |       |
| 1. Oktober  | Carl Herman Levin                            | schwedischer Pfarrer und Autor                                                                                  | 67    |       |
| 2. Oktober  | Jefferson P. Kidder                          | US-amerikanischer Politiker                                                                                     | 68    |       |
| 3. Oktober  | Louise von Bose                              | deutsche Förderin von Kunst und Wissenschaft                                                                    | 70    |       |
| 3. Oktober  | Patrizius Wittmann                           | deutscher katholischer Theologe und Historiker                                                                  | 65    |       |
| 4. Oktober  | Carlo Reishammer                             | italienischer Architekt                                                                                         | 77    |       |
| 5. Oktober  | Caleb Ayer                                   | US-amerikanischer Anwalt und Politiker                                                                          |       |       |
| 5. Oktober  | Joachim Barrande                             | französischer Geologe, Paläontologe und Ingenieur                                                               | 84    |       |
| 5. Oktober  | Rudolph Pfefferkorn                          | deutscher Jurist und Kommunalpolitiker                                                                          | 57    |       |
| 5. Oktober  | Peter Tischbein                              | deutscher Oberförster, Entomologe und Paläontologe                                                              | 69    |       |
| 6. Oktober  | Johann Konrad Vogel                          | Linzer Ehrenbürger, österreichischer Zuckerbäcker                                                               | 87    |       |
| 7. Oktober  | Mark Alexander                               | US-amerikanischer Politiker                                                                                     | 91    |       |
| 7. Oktober  | Jeannot De Crousnaz                          | Schweizer Politiker (FDP)                                                                                       | 61    |       |
| 9. Oktober  | Friedrich Ernst Roessler                     | deutscher Unternehmer                                                                                           | 69    |       |
| 10. Oktober | Alexander Eduard von Mücke                   | königlich-sächsischer Jurist                                                                                    | 68    |       |
| 11. Oktober | Richard Treitschke                           | deutscher Schriftsteller                                                                                        | 72    |       |
| 12. Oktober | J. Lawrence Smith                            | US-amerikanischer Chemiker und Mineraloge                                                                       | 64    |       |
| 13. Oktober | August Siegert                               | deutscher Maler                                                                                                 | 63    |       |
| 16. Oktober | Samuel Jameson Gholson                       | US-amerikanischer Rechtsanwalt, Richter, Politiker und General der Konföderierten im Amerikanischen Bürgerkrieg | 75    |       |
| 16. Oktober | Alban Stolz                                  | katholischer Theologieprofessor, Schriftsteller und Erziehungswissenschaftler                                   | 75    |       |
| 17. Oktober | Ralph Merton                                 | englisch-deutscher Unternehmer                                                                                  | 66    |       |
| 18. Oktober | Reinhard von Adelebsen                       | deutscher Offizier und Politiker, MdR                                                                           | 57    |       |
| 20. Oktober | Johann Gottfried Fleischer                   | deutscher Lehrer, Organist und Autor                                                                            | 84    |       |
| 20. Oktober | Leopoldine Tuczek                            | österreichische Sopranistin und Koloratursopranistin                                                            | 61    |       |
| 21. Oktober | Charles J. Albright                          | US-amerikanischer Politiker                                                                                     | 67    |       |
| 21. Oktober | John Nevins Andrews                          | Reiseprediger und Bibeltheologe                                                                                 | 54    |       |
| 23. Oktober | Peter Rieß                                   | deutscher Physiker                                                                                              | 79    |       |
| 24. Oktober | Wilhelm Bode                                 | deutscher Richter, MdR                                                                                          | 70    |       |
| 24. Oktober | Catharina Jacoba Abrahamina Enschedé         | niederländische Malerin                                                                                         | 55    |       |
| 26. Oktober | Karl Julius Braunsdorf                       | deutscher Maschinenkonstrukteur                                                                                 | 76    |       |
| 26. Oktober | August von Heckel                            | deutscher Maler                                                                                                 | 59    |       |
| 26. Oktober | Anton Payer                                  | österreichischer Buddhist                                                                                       | 30    |       |
| 26. Oktober | Gabriel Christian Carl Hermann Schroeder     | deutscher Kaufmann und Senator der Hansestadt Lübeck                                                            | 60    |       |
| 27. Oktober | Louis Clément François Breguet               | französischer Physiker                                                                                          | 78    |       |
| 28. Oktober | Henri-Marie-Gaston Boisnormand de Bonnechose | französischer Geistlicher, Erzbischof von Rouen und Kardinal der Römischen Kirche                               | 83    |       |
| 28. Oktober | Taul Bradford                                | US-amerikanischer Rechtsanwalt und Politiker                                                                    | 48    |       |
| 28. Oktober | Karl von Lehndorff                           | deutscher Diplomat, Großgrundbesitzer und Politiker, MdR                                                        | 57    |       |
| 28. Oktober | Franz Thomas                                 | österreichischer Politiker                                                                                      |       |       |
| 28. Oktober | Jewfimi Wassiljewitsch Putjatin              | russischer Admiral, Staatsmann und Diplomat                                                                     | 79    |       |
| 29. Oktober | Carl Gottlieb Röder                          | deutscher Musikverleger                                                                                         | 71    |       |
| 29. Oktober | Johann Vesque von Püttlingen                 | österreichischer Jurist und Liederkomponist                                                                     | 80    |       |
| 30. Oktober | Armistead Burt                               | US-amerikanischer Politiker                                                                                     | 80    |       |
| 30. Oktober | Dayananda                                    | indischer reformistischer Gelehrter des Hinduismus                                                              |       |       |
| 30. Oktober | Fernando Fernández de Córdova                | spanischer Ministerpräsident                                                                                    | 74    |       |
| 30. Oktober | Robert Volkmann                              | deutsch-ungarischer Komponist                                                                                   | 68    |       |

## November
| Tag          | Name                                      | Beruf, bekannt als | Alter | Beleg |
| ------------ | ----------------------------------------- | --- | ----- | ----- |
| 1. November  | Franz Seraphin von Nádasdy                | ungarisch-österreichischer Diplomat und Politiker                                                                             | 82    |       |
| 1. November  | Alexander Walker Scott                    | australischer Politiker, Unternehmer und Entomologe                                                                           | 82    |       |
| 2. November  | Christian Herter                          | Möbeldesigner und Innenausstatter                                                                                             | 44    |       |
| 2. November  | William Morgan                            | australischer Politiker, Premierminister von South Australia                                                                  | 55    |       |
| 2. November  | Francis Bates Pond                        | US-amerikanischer Jurist, Offizier und Politiker                                                                              | 58    |       |
| 2. November  | Ernestine Wegner                          | deutsche Theaterschauspielerin und Sängerin                                                                                   | 33    |       |
| 3. November  | Stephan Lück                              | deutscher Theologe, Kirchenmusiker und Herausgeber                                                                            | 77    |       |
| 3. November  | Johann Baptist Stöger                     | Laienbruder der Redemptoristen-Kongregation                                                                                   | 73    |       |
| 5. November  | Eduard Alberti                            | deutscher Richter und Politiker                                                                                               | 85    |       |
| 5. November  | Friedrich Wilhelm von Redern              | preußischer Oberstkämmerer, Generalintendant, Komponist und Politiker                                                         | 80    |       |
| 6. November  | Gustav Hermann Christoph von Benckendorff | Großgrundbesitzer und Ritterschaftshauptmann der Estländischen Ritterschaft                                                   | 68    |       |
| 7. November  | Georg Kempf                               | Landtagsabgeordneter Großherzogtum Hessen                                                                                     | 73    |       |
| 7. November  | Benjamin Heinrich Lunau                   | deutscher Klavierbauer | 85    |       |
| 7. November  | Theodore Fitz Randolph                    | US-amerikanischer Politiker                                                                                                   | 57    |       |
| 8. November  | Karl Friedrich Adler                      | deutscher Rittergutsbesitzer und konservativer Politiker, MdL (Königreich Sachsen)                                            | 55    |       |
| 8. November  | Alcibiades DeBlanc                        | Colonel des Heeres der Konföderierten Staaten von Amerika                                                                     | 62    |       |
| 9. November  | Armand Heine                              | jüdischer Banker |       |       |
| 10. November | Oscar Begas                               | deutscher Maler | 55    |       |
| 11. November | Heinrich Christian Diffené                | deutscher Politiker | 78    |       |
| 11. November | William K. Fuller                         | US-amerikanischer Jurist und Politiker                                                                                        | 90    |       |
| 11. November | Ferdinand Lepié                           | österreichischer Maler | 59    |       |
| 12. November | Ferdinand Barrot                          | französischer Jurist und Politiker                                                                                            | 77    |       |
| 12. November | Nathaniel Head                            | US-amerikanischer Politiker                                                                                                   | 55    |       |
| 13. November | Philipp Heyde                             | Bürgermeister und Abgeordneter                                                                                                | 68    |       |
| 15. November | Josef Barák                               | tschechischer Politiker, Journalist und Dichter                                                                               | 50    |       |
| 15. November | John Lawrence Le Conte                    | US-amerikanischer Insektenforscher                                                                                            | 58    |       |
| 16. November | Franz Xaver von Hofstetten                | deutscher Landschaftsmaler |       |       |
| 16. November | Joseph Henry Kuhns                        | US-amerikanischer Politiker                                                                                                   | 83    |       |
| 17. November | Ferdinand Staudenheim von Mühlhof         | österreichischer Gutsbesitzer und Politiker                                                                                   | 74    |       |
| 19. November | Arnold Dietrich Schaefer                  | deutscher Althistoriker | 64    |       |
| 19. November | Carl Wilhelm Siemens                      | deutscher Industrieller und Bruder von Werner von Siemens                                                                     | 60    |       |
| 20. November | Augustus C. Dodge                         | US-amerikanischer Politiker                                                                                                   | 71    |       |
| 20. November | Johann Metelmann                          | deutsch-amerikanischer Pädagoge, evangelischer Geistlicher und 1848/49 Mitglied der Mecklenburgischen Abgeordnetenversammlung | 68    |       |
| 21. November | Achatius von Auerswald                    | deutscher Kommunaljurist, Regierungspräsident in Köslin (1874–1882) und Reichstagsabgeordneter                                | 64    |       |
| 21. November | Ludwig Waaser                             | deutscher Jurist und Politiker                                                                                                | 79    |       |
| 22. November | John McKeon                               | amerikanischer Jurist und Politiker                                                                                           | 75    |       |
| 23. November | James E. Broome                           | US-amerikanischer Politiker                                                                                                   | 75    |       |
| 23. November | Johann Gungl                              | ungarndeutscher Geiger, Komponist und Dirigent                                                                                | 65    |       |
| 24. November | Albert Richter                            | deutscher Generallandschaftsrat und Politiker                                                                                 |       |       |
| 25. November | Ludwig Erk                                | deutscher Musiklehrer und Komponist                                                                                           | 76    |       |
| 26. November | Seton Montolieu Montgomerie               | schottischer Adliger und Tennisspieler                                                                                        | 37    |       |
| 26. November | Sojourner Truth                           | amerikanische Freiheitskämpferin, Frauenrechtlerin und Wanderpredigerin                                                       |       |       |
| 27. November | Charles Théodore Colet                    | französischer römisch-katholischer Geistlicher, Erzbischof von Tours                                                          | 77    |       |
| 27. November | August Fendler                            | deutscher Botaniker in den USA, Panama, Venezuela und Trinidad                                                                | 70    |       |
| 27. November | Heinrich Eugen Marcard                    | deutscher Politiker (Deutschkonservativen Partei), MdR                                                                        | 77    |       |
| 28. November | Franz Xaver Schmid                        | deutscher Philosoph und Hochschullehrer                                                                                       | 64    |       |
| 29. November | Rudolph Berg                              | deutscher Architekt, Wasser- und Eisenbahnbauingenieur                                                                        | 60    |       |
| 29. November | William L. Greenly                        | US-amerikanischer Politiker                                                                                                   | 70    |       |
| 29. November | William E. Stevenson                      | US-amerikanischer Politiker                                                                                                   | 63    |       |
| 30. November | Hiệp Hòa                                  | vietnamesischer Kaiser, sechster Kaiser der Nguyễn-Dynastie (1883)                                                            | 36    |       |
| 30. November | Hugo Ilberg                               | deutscher klassischer Philologe und Gymnasiallehrer                                                                           | 55    |       |
| 30. November | Thomas Nickerson                          | amerikanischer Seemann und späterer Hotelier                                                                                  | 78    |       |
| 30. November | Sven Nilsson                              | schwedischer Naturforscher | 96    |       |
| November     | William Hicks                             | britischer Offizier |       |       |
| November     | Juh                                       | Häuptling der Chiricahua-Indianer                                                                                             |       |       |

## Dezember
| Tag          | Name                                                | Beruf, bekannt als | Alter | Beleg |
| ------------ | --------------------------------------------------- | --- | ----- | ----- |
| 1. Dezember  | Lorenz Cantador                                     | Kommandeur der Düsseldorfer Bürgerwehr während der Deutschen Revolution 1848/49                                        | 73    |       |
| 1. Dezember  | Jeremy Francis Gilmer                               | General der Konföderierten im Amerikanischen Bürgerkrieg                                                               | 65    |       |
| 3. Dezember  | Jacob Becker                                        | deutsche Gymnasiallehrer und Altertumsforscher                                                                         | 63    |       |
| 3. Dezember  | Friedrich Ludwig Dael von Köth-Wanscheid            | deutscher Gutsbesitzer, Jurist, Bezirksgerichtsrat, Schriftsteller und Verbandspräsident                               | 74    |       |
| 3. Dezember  | André Jolly                                         | belgischer General, Mitglied der provisorischen Regierung                                                              | 84    |       |
| 5. Dezember  | Josef František Hunke                               | böhmischer Komponist                                                                                                   | 81    |       |
| 6. Dezember  | José María Peralta                                  | Präsident von El Salvador                                                                                              |       |       |
| 6. Dezember  | Heinrich Wydler                                     | Schweizer Botaniker | 83    |       |
| 7. Dezember  | Johann Jacob Schäfer                                | Bürgermeister und Abgeordneter                                                                                         | 70    |       |
| 8. Dezember  | Oskar von Rosenberg-Lipinsky                        | deutscher Verwaltungsbeamter                                                                                           | 60    |       |
| 8. Dezember  | Eduard von Schrötter                                | preußischer Landrat | 61    |       |
| 9. Dezember  | Roger Averill                                       | US-amerikanischer Politiker                                                                                            | 74    |       |
| 9. Dezember  | François Lenormant                                  | französischer Historiker und Archäologe, zugleich einer der Hauptvertreter der Assyriologie in Frankreich              | 46    |       |
| 9. Dezember  | Carl Scriba                                         | Bürgermeister und Landtagsabgeordneter Großherzogtum Hessen                                                            | 60    |       |
| 10. Dezember | John Braillard                                      | Schweizer Politiker | 61    |       |
| 10. Dezember | Richard Doyle                                       | britischer Illustrator                                                                                                 | 59    |       |
| 10. Dezember | Ferdinand von Sannow                                | preußischer Generalmajor                                                                                               | 56    |       |
| 11. Dezember | Mario                                               | italienischer Opernsänger                                                                                              | 73    |       |
| 13. Dezember | Victor de Laprade                                   | französischer Dichter                                                                                                  | 71    |       |
| 13. Dezember | John Stringfellow                                   | englischer Konstrukteur und Pionier des Motorfluges                                                                    |       |       |
| 14. Dezember | Prospero Albrici                                    | Schweizer Jurist, Weinhändler und Politiker                                                                            | 61    |       |
| 14. Dezember | Alfred von dem Knesebeck                            | Gutsbesitzer, Reichstagsabgeordneter                                                                                   | 67    |       |
| 14. Dezember | Henri Martin                                        | französischer Historiker und Politiker                                                                                 | 73    |       |
| 15. Dezember | Michael Herman                                      | österreichischer Politiker                                                                                             | 63    |       |
| 16. Dezember | Franz Sales Ehrlich                                 | österreichischer Orgelbauer                                                                                            | 47    |       |
| 16. Dezember | Dudley C. Haskell                                   | US-amerikanischer Politiker                                                                                            | 41    |       |
| 16. Dezember | Marc Léon Bruno Joseph Gustave d’Isoard-Vauvenargue | französischer Schachspieler                                                                                            | 79    |       |
| 16. Dezember | Gustav Löwe                                         | deutscher Klassischer Philologe und Bibliothekar                                                                       | 31    |       |
| 17. Dezember | Friedrich Crome                                     | deutscher Rechtsanwalt, Chefredakteur, kaiserlicher Justizrat                                                          | 62    |       |
| 17. Dezember | Giacomo Di Chirico                                  | italienischer Maler | 39    |       |
| 17. Dezember | Ferdinand von Nettelbladt                           | deutscher Offizier, Erzieher des Erbgroßherzogs Friedrich Franz III. von Mecklenburg-Schwerin                          | 53    |       |
| 17. Dezember | Evangelinos Apostolides Sophokles                   | griechisch-orthodoxer Mönch und Gräzist                                                                                | 76    |       |
| 18. Dezember | Georg Jakob Schneider                               | deutscher Architekt | 74    |       |
| 19. Dezember | Ernst Fidicin                                       | deutscher Archivar und Historiker sowie Begründer des Berliner Stadtarchivs                                            | 81    |       |
| 20. Dezember | Fidelis Schönlaub                                   | Bildhauer in Bayern | 78    |       |
| 20. Dezember | Anton Zampis                                        | österreichischer Karikaturist                                                                                          | 63    |       |
| 21. Dezember | Conrad Poppenhusen                                  | deutscher Unternehmer                                                                                                  | 65    |       |
| 21. Dezember | Karl Bogislaus Reichert                             | deutscher Anatom | 72    |       |
| 22. Dezember | Julius Wilhelm Gintl                                | österreichischer Physiker und Ingenieur, der maßgeblich am Aufbau des österreichischen Telegraphennetzes beteiligt war | 79    |       |
| 22. Dezember | Ralph P. Lowe                                       | US-amerikanischer Jurist und Politiker                                                                                 | 78    |       |
| 22. Dezember | Karl Wilhelm Schmidt                                | deutscher Jurist und Archivar                                                                                          | 81    |       |
| 22. Dezember | Israel Friedrich Wirth                              | deutscher Möbelfabrikant und Ebenist, Pionier des Hopfenanbaus                                                         | 77    |       |
| 23. Dezember | Yvon Villarceau                                     | französischer Astronom, Ingenieur und Mathematiker                                                                     | 70    |       |
| 24. Dezember | Friedrich Kausler                                   | Abgeordneter der württembergischen Landstände                                                                          | 77    |       |
| 24. Dezember | Anna Wassiljewna von Rosen                          | Ehefrau des Dekabristen Baron Andreas von Rosen                                                                        | 86    |       |
| 25. Dezember | Adolf Bernhardi                                     | deutscher Apotheker und Politiker, MdR                                                                                 | 75    |       |
| 25. Dezember | Jacob C. Davis                                      | US-amerikanischer Politiker                                                                                            | 63    |       |
| 25. Dezember | Luise von Eichendorff                               | Schwester der Dichterjuristen Joseph und Wilhelm von Eichendorff                                                       | 79    |       |
| 25. Dezember | Carl von Noorden                                    | deutscher Historiker                                                                                                   | 50    |       |
| 26. Dezember | Hugo von Reiche                                     | deutscher Maschinenbauingenieur und Hochschullehrer                                                                    | 44    |       |
| 27. Dezember | Peter Hubert Desvignes                              | britischer Architekt                                                                                                   | 79    |       |
| 27. Dezember | Hirsch Baer Fassel                                  | Rabbiner | 81    |       |
| 27. Dezember | Lorenz Gedon                                        | deutscher Bildhauer, Architekt, Innenarchitekt und Kunstgewerbler                                                      | 39    |       |
| 27. Dezember | Andrew A. Humphreys                                 | Brigedageneral des US-Heeres                                                                                           | 73    |       |
| 27. Dezember | Napoleon Joseph Perché                              | französischer Geistlicher, Erzbischof von New Orleans                                                                  | 78    |       |
| 27. Dezember | Carl Pohle                                          | deutscher Jurist und Politiker                                                                                         | 66    |       |
| 28. Dezember | Antonino De Luca                                    | italienischer Kardinal und Bischof                                                                                     | 78    |       |
| 28. Dezember | Francesco De Sanctis                                | italienischer Literaturhistoriker und -kritiker und Politiker                                                          | 66    |       |
| 28. Dezember | Eduard Ender                                        | österreichischer Maler                                                                                                 | 61    |       |
| 28. Dezember | Anton von Steinbüchel                               | österreichischer Numismatiker und Archäologe                                                                           | 93    |       |
| 29. Dezember | Carl Hoffmann                                       | deutscher Verleger, Druckereibesitzer und Buchhändler                                                                  | 81    |       |
| 30. Dezember | Johann Velten                                       | deutscher Maler | 76    |       |
| 31. Dezember | Ladislaus von Karnicki                              | österreichischer Diplomat                                                                                              | 63    |       |
| 31. Dezember | Dmitri Nikolajewitsch Sadownikow                    | russischer Dichter und Ethnograph                                                                                      | 36    |       |
| 31. Dezember | Carl Michael Wiechmann                              | deutscher Gutsbesitzer, Landwirt und Heimatforscher                                                                    | 55    |       |

## Datum unbekannt
| Tag | Name                                  | Beruf, bekannt als                                                                         | Alter | Beleg |
| --- | ------------------------------------- | ------------------------------------------------------------------------------------------ | ----- | ----- |
|     | Marie-Alexandre Alophe                | französischer Fotograf, Lithograf                                                          |       |       |
|     | Leopold Bendix                        | deutscher Maler                                                                            |       |       |
|     | Amédée Burat                          | französischer Geologe                                                                      |       |       |
|     | Charles-Émile Callande de Champmartin | französischer Historien- und Porträtmaler                                                  |       |       |
|     | Julius Dessauer                       | ungarisch jüdischer Schriftsteller, Übersetzer, Religionslehrer und Rabbiner               |       |       |
|     | Leander Dossios                       | griechischer Chemiker                                                                      |       |       |
|     | Juliette Drouet                       | französische Schauspielerin                                                                |       |       |
|     | Christian Alexander Fellner           | deutscher Kaufmann, Botaniker, Waffensammler und Mäzen                                     |       |       |
|     | Otto Ludwig Froriep                   | deutscher Maschinenfabrikant                                                               |       |       |
|     | Alexius Geyer                         | deutscher Landschaftsmaler                                                                 |       |       |
|     | August Helmer                         | Senator und Stadtsyndikus von Hildesheim                                                   |       |       |
|     | Wilhelm von Ilten                     | deutscher Verwaltungsbeamter                                                               |       |       |
|     | Theodor Kaeswurm                      | deutscher Rittergutsbesitzer und Parlamentarier                                            |       |       |
|     | Gustav Kießler                        | deutscher Baumeister und Politiker                                                         |       |       |
|     | Johann Kliegl                         | böhmischer Kapellmeister                                                                   |       |       |
|     | William Knollys                       | britischer General                                                                         |       |       |
|     | Friedrich Wilhelm Krahn               | deutscher Richter und Parlamentarier                                                       |       |       |
|     | Wilhelm Krüger                        | Komponist und Württembergischer Hofpianist                                                 |       |       |
|     | Louise Lateau                         | belgische Mystikerin, Stigmatisationsopfer                                                 |       |       |
|     | Georg Wilhelm Amatus Lüer             | deutscher Fabrikant chirurgischer Instrumente in Paris                                     |       |       |
|     | Mahmud Nedim Pascha                   | osmanischer Politiker                                                                      |       |       |
|     | Pierre Michaux                        | französischer Wagenbauer und Gründer der 1869 eröffneten Michaux Werke, eine Zweiradfabrik |       |       |
|     | Wilhelm Mink                          | deutscher Entomologe                                                                       |       |       |
|     | Louis Mathurin Moreau-Christophe      | französischer Wirtschaftswissenschaftler und Generaldirektor der französischen Gefängnisse |       |       |
|     | José Félix Quiroz                     | Supremo Director von El Salvador                                                           |       |       |
|     | Georg Otto Ewald von Saß              | Kaiserlich-Russischer General                                                              | ≈86   |       |
|     | Benedetto Secchi                      | italienischer Sänger und Komponist                                                         |       |       |
|     | Jacob Seib                            | deutscher Fotograf                                                                         |       |       |
|     | Joseph Sheard                         | kanadischer Architekt, Politiker und 19. Bürgermeister von Toronto                         |       |       |
|     | Konstantin Andrejanowitsch Skatschkow | russischer Diplomat und Sinologe                                                           |       |       |
|     | Andrew Talcott                        | US-amerikanischer Ingenieur                                                                |       |       |
|     | Jekusiel Jehuda Teitelbaum            | chassidischer Oberrabbiner von Stropkov (1833–1841) und Sziget (1858–1883)                 |       |       |
|     | Augusto Tominz                        | italienischer Maler und Galeriedirektor                                                    |       |       |
|     | Johann Baptist Trappentreu            | deutscher Bierbrauer und Wirt                                                              |       |       |
|     | Andreas Friedrich Trenckmann          | deutsch-US-amerikanischer Pädagoge und Farmer                                              |       |       |
|     | Léon Valade                           | französischer Schriftsteller                                                               |       |       |
|     | Johann Weißheimer II.                 | Gutsbesitzer, Politiker, Vater von Wendelin Weißheimer                                     |       |       |
|     | Otto Wilsdorff                        | deutscher Architekt, Baubeamter und Fachschul-Lehrer                                       |       |       |